# Анандамид
Анандамидът е невротрансмитер, един от двата най-известни ендоканабиноида.
Счита се, че с повишаването на производството на окситоцин се стимулира и производството на анандамид. Той действа върху канабиноидните рецептори в мозъка и предизвиква приятни усещания, оказва влияние на паметта, когнитивните процеси и мотивацията.
Играе роля в намаляването на възбудимостта на невроните и увеличава апетита. Като мастноразтворимо вещество може да преминава през мембраните и да постигне независими от рецепторите ефекти. Анандамидът също се свързва с TRPV1 рецепторите.
Среща се в шоколада и какаото на прах, но концентрацията му е твърде малка, за да има психоактивен ефект.
Наименованието на химичното съединение идва от санскрит: आनन्द, ананда – щастие, удоволствие.